# Krzysztof Włosik
Krzysztof Włosik, né le 28 avril 1957 à Krakow (en Petite-Pologne, en Pologne), est un archer polonais.
Il termine dixième à l'épreuve masculine de tir à l'arc aux Jeux olympiques d'été de 1980.